# Rádio Caxias (Caxias do Sul)
Rádio Caxias é uma estação de rádio brasileira com sede em Caxias do Sul, RS. Opera na frequência 93,5 MHz FM. No ar desde 1946, é líder de audiência no segmento jornalismo/esportes em Caxias do Sul, com programação nas 24 horas do dia. A emissora tem a maior equipe de radiojornalismo da Serra Gaúcha, cobrindo os principais fatos de Caxias e região.

## História
Em 27 de abril de 1946 entrava no ar a primeira emissora de rádio da Região Nordeste do RS. A Rádio Caxias do Sul, prefixo ZYF-3, era resultado do trabalho de vários abnegados. A inauguração é considerada por historiadores um marco de Caxias do Sul, pois apesar do franco crescimento industrial e populacional da cidade fundada por imigrantes italianos em 1875, faltava-lhe uma voz que aglutinasse e ampliasse suas realizações, sentimentos e aspirações.

### Fundação e primeiros anos
Desde o início da década de 1940, lideranças de Caxias do Sul solicitavam ao Governo Federal um canal de rádio para a cidade. Fatores históricos, como a Segunda Guerra Mundial, atrasaram o processo, e somente em 1944 foi dada a autorização para a constituição da emissora, que entrou no ar dois anos depois. Pela participação que tiveram no processo, Joaquim Pedro Lisboa, Arnaldo Ballvé e Luiz Napolitano são considerados os fundadores da Rádio Caxias. A Rede de Emissoras Reunidas era a proprietária, e Nestor Rizzo foi o primeiro diretor.
Os primeiros estúdios foram instalados no prédio do Recreio Guarany, na Avenida Júlio de Castilhos, a principal via da cidade. A potência era pequena, de apenas 250 watts, mas mesmo assim atingia grandes distâncias, inclusive outros estados, pois havia poucas emissoras no ar. O transmissor e a antena ficaram no pátio do clube até 1947, quando uma torre de 52 metros de altura foi instalada no Morro Leonardelli, próximo ao Centro. Um novo transmissor, de 1 kW, também foi inaugurado.
A frequência de operação era 1470 kHz. Nesses primeiros anos a programação já se mostrava diversificada, com a inclusão de musicais de vários estilos, jornalismo e utilidade pública. Ainda em 1946, no dia 15 de novembro, foram iniciadas as transmissões esportivas, que continuam até hoje como uma das principais marcas da Rádio Caxias.

### A consolidação
Em 1950 os estúdios foram transferidos para primeiro andar do Edifício Kalil Sehbe, na esquina da Júlio de Castilhos com a Rua Borges de Medeiros, onde hoje está localizado o City Hotel. Ocupando todo um andar do prédio, as amplas instalações permitiram a criação de um auditório de 90 lugares. Além disso, em 1955, a potência foi aumentada de 1 kW para 5 kW, e o transmissor e as antenas foram transferidos para o bairro São Ciro. A frequência de operação passou para 1370 kHz
Esse foi o período em que a Caxias se consolidou como uma das referências da cidade, pois serviu como vetor de integração entre a área urbana e as localidades do interior, além de se tornar o ponto de referência para busca de informação local por parte da população. A qualidade dos programas de auditório e musicais deste período, inclusive com a participação de grandes artistas de renome nacional, também reforçou a imagem da emissora.
Outro salto de qualidade veio em 28 de agosto de 1972. Nesse dia foram inauguradas as novas instalações, em sede própria, no 21° andar do Edifício Estrela, no Centro de Caxias do Sul. O espaço, planejado especialmente para a operação da emissora, contava com equipamentos de última geração. O ministro das Comunicações, o caxiense Hygino Caetano Corsetti, esteve presente no evento.
Em 1979, por decisão do Ministério das Comunicações, a Rádio Caxias foi contemplada com a frequência AM de 930 kHz. Um ano depois, a potência foi aumentada para 20 kW, tornando a emissora uma das mais potentes do Rio Grande do Sul.

### A integração ao STC
Em julho de 1988 a Rádio Caxias foi adquirida pelo empresário caxiense Paulo Roberto Lisboa Triches, e passou a fazer parte do STC (Sistema Trídio de Comunicação). A programação foi alterada, e passou a priorizar o segmento mundialmente conhecido como talk and news, que privilegia as áreas de jornalismo e esportes, característica que se mantém até hoje.
Em março de 1997, seguindo as tendências de comunicação que despontavam naquele momento, a Rádio Caxias foi uma das pioneiras do Rio Grande do Sul no lançamento de um website, utilizando a ainda incipiente internet para a divulgação do próprio trabalho. Três anos depois, com a evolução do sistema de internet no Brasil, o som da emissora começou a ser colocado à disposição na nova plataforma, levando a voz da Rádio Caxias para todas as partes do planeta.

### Transmissão no FM
O dia 7 de outubro de 2012 marcou o início de uma nova era dentro da história da Rádio Caxias. Nesta data a emissora iniciou a transmissão na frequência 93,5 FM, simultânea às tradicionais formas de divulgação (930 AM e radiocaxias.com.br). A medida ampliou o alcance e deu novas possibilidades de acesso aos ouvintes do Estado. A presença em AM continuou até 28 de setembro de 2015. A partir dessa data, antecipando as mudanças que vão ser implantadas na radiodifusão brasileira, a emissora concentrou sua transmissão somente nos 93,5 FM.
Com mais de sete décadas de história, a emissora é hoje o mais tradicional e influente veículo de comunicação da região. Além disso, lidera a audiência no segmento Jornalismo, e é a única a acompanhar sempre o esporte da cidade de Caxias do Sul (Esporte Clube Juventude,SER Caxias e Caxias Basquete),transmitindo todos os jogos, inclusive fora do Estado. Ao conjugar a tradição e a seriedade apresentadas desde 1946 com a agilidade proporcionada pelas novas tecnologias, a Rádio Caxias 93,5 FM está pronta para cumprir sua missão: informar a população da Serra Gaúcha.

## Programação

### Segunda a sexta
- Caxias Musical - 00h às 04h30
- Bom-Dia Caxias - 04h30 às 06h
- Jornal da Caxias - 06h às 09h
- Persona - 09h às 11h
- Giro Esportivo - 11h às 12h
- Jornal do Meio-Dia - 12h às 13h
- Campo Neutro - 13h às 14h30
- Repertório - 14h30 às 16h
- Repórter Caxias - 16h às 17h30
- Esportes na Onda - 17h30 às 19h
- Lance Direto - 19h às 21h
- A Voz do Brasil - 21h às 22h
- Programação comercializada - 22h às 24h

### Sábado
- Caxias Musical - 00h às 06h
- Programa do Agricultor - 06h às 06h30
- Jornal da Caxias - 06h30 às 08h
- CQ7 Parcerias e Negócios - 08h às 10h
- Carros & Cia. - 10h às 11h
- Giro Esportivo - 11h às 12h
- Jornal do Meio-Dia - 12h às 13h
- Caxias Musical - 13h às 14h
- Studio 93 - 14h às 16h
- Caxias Musical - 16h às 21h
- Ciência do Espírito - 21h às 22h
- Caxias Musical - 22h às 00h

### Domingo
- Caxias Musical - 00h às 08h
- Porque Hoje é Domingo - 08h às 10h
- Bola Premiada - 10h às 12h
- Jornal do Meio-Dia - 12h às 13h
- Domingo em Campo Neutro - 13h às 14h
- Programação Esportiva - 14h às 20h
- Caxias Musical - 20h às 00h

## Comunicadores e Repórteres
- Alana Matos
- Betânia Ramalho
- Bruno Mucke
- Carlos Quadros
- Cristian Bergamin
- Evandro Fontana (correspondente Europa)
- Gilberto Júnior
- Jair Junior
- Jesse Lopes
- Jonathan Mombach
- José Teodoro
- Keize Machado
- Lisete Oselame
- Luís Magno
- Marcelo Rocha
- Marcelo Rodrigues
- Marcus Vaz
- Matheus Maciel
- Noriana Behrend
- Paulo Otaran (correspondente Brasília)
- Paulo Rodrigues
- Rafael Baungarten
- Rayssa Brito
- Tahena Irigoyen
- Tales Armiliato (coordenador de Jornalismo)
- Valéria Alberti
- Vanessa Pedroso (correspondente POA)

## Equipe Esportiva
Narradores
- Gilberto Junior
- Luís Magno
- Jair Junior

Comentaristas
- Rafael Baungarten
- Marcus Vaz

Repórteres
- Marcelo Rocha
- Bruno Mucke
- Matheus Maciel
- Jesse Lopes
- Jair Junior

Plantão
- Jesse Lopes
- Bernardo Forini
- Jennifer Fabre (Chica)

Coordenação
- Gilberto Junior